# Lesley Blanch
Lesley Blanch (Londres, 6 de junio de 1904 - Menton, Francia, 7 de mayo de 2007) fue una escritora y aventurera británica.

## Biografía
Nació el 6 de junio de 1904 en el barrio londinense de Chiswick.
Estuvo casada con el famoso escritor y diplomático francés de origen ruso Romain Gary. Gracias al cargo de su marido le entró la afición por viajar. Fue redactora jefe en París de la revista Vogue.
Su obra más famosa fue The Wilder Shores of Love, publicada en 1954 y traducida a varios idiomas.
Se divorció de Gary en 1962, aunque siguió utilizando el apellido del marido.
Falleció el 7 de mayo de 2007 a la edad de 102 años.

## Obras
- The Wilder Shores of Love, 1954.
- The Game of Hearts: Letters of Harriette Wilson (editada y con introducción por Lesley Blanch), 1955.
- Around The World in 80 Dishes (libro de cocina), 1955.
- The Sabres of Paradise: Conquest and Vengeance in the Caucasus, 1960.
- Under A Lilac-Bleeding Star, 1963.
- The Nine Tiger Man, 1965.
- Journey Into The Mind's Eye (Fragments of an Autobiography), 1968.
- Pavilions of the Heart, 1974.
- Pierre Loti: Travels with the Legendary Trraveller, 1983.
- From Wilder Shores, 1989.